# 阿諾什基內
49°50′26″N 38°11′45″E / 49.84056°N 38.19583°E
旧维罗韦（烏克蘭語：Старовірове），2024年9月前名为阿諾什基內（烏克蘭語：Аношкине），是位於烏克蘭東部的村莊，由盧甘斯克州斯瓦托韋區的特羅伊茨凱市鎮負責管轄。該村始建於1929年，面積1.18平方公里，海拔高度156米，2001年人口346，人口密度每平方公里292.2人。
2024年9月19日，乌克兰最高拉达将此村名字改为旧维罗韦。